# Drypetes floribunda
Espèce
Synonymes
- Cyclostemon floribundus Müll.Arg.[1]
- Drypetes ovata Hutch.[1]

Drypetes floribunda est une espèce de plantes à fleurs de la famille des Putranjivaceae et du genre Drypetes. C'est un arbre présent en Afrique tropicale.